# Köksalan, Şehitkamil
Köksalan là một xã thuộc huyện Şehitkamil, tỉnh Gaziantep, Thổ Nhĩ Kỳ. Dân số thời điểm năm 2011 là 978 người.